# Formostenus depressus
Formostenus depressus är en stekelart som beskrevs av Jonathan 1980. Formostenus depressus ingår i släktet Formostenus och familjen brokparasitsteklar. Inga underarter finns listade i Catalogue of Life.